# 九ノ坪駅
九ノ坪駅（くのつぼえき）は、かつて愛知県西春日井郡西春村九之坪（現在の北名古屋市）にあった名古屋鉄道犬山線の駅。
平田橋駅（現・上小田井駅） - 西春駅間に存在した。

## 歴史
- 1913年（大正2年）10月1日 - 名古屋電気鉄道一宮線の九之坪駅として開業[2]。
- 1921年（大正10年）7月1日 - 名古屋電気鉄道が一宮線・犬山線を名古屋鉄道へ譲渡。名古屋鉄道一宮線の駅になる。
- 1926年以前 - 九ノ坪駅に改称[2]。
- 1941年（昭和16年）8月12日 - 一宮線の枇杷島橋 - 岩倉間が犬山線へ編入され、名古屋鉄道犬山線の駅となる。
- 1944年（昭和19年） - 休止。
- 1969年（昭和44年）4月5日 - 廃止。

## 駅構造
ホームは2面2線の地上駅であった。

## 駅周辺
- 九之坪神社
- 十所社
- 北名古屋市健康ドーム
- Mozoワンダーシティ